# Brooklyn (condado de Cullman)
Brooklyn é uma comunidade não incorporada localizada no condado de Cullman, no estado norte-americano do Alabama. Fica localizada aproximadamente quatro quilômetros de Baileyton.